# Сфера (фильм, 1998)
«Сфе́ра» (англ. Sphere) — фантастический триллер 1998 года режиссёра Барри Левинсона по одноимённому роману Майкла Крайтона.

## Сюжет
Космический корабль предположительно инопланетного происхождения обнаружен на дне Тихого океана, где он находится уже около 300 лет. Для его исследования военные собирают команду экспертов: психолога Нормана Гудмана, биолога Бет Гальперин, физика Теодора Филдинга, математика Гарри Адамса. В батискафе под командованием капитана Харольда Барнса команда спускается на дно, в глубоководную станцию, построенную рядом с кораблем.
Проникнув на корабль, учёные понимают, что он не инопланетного происхождения, а американский. Тем не менее, технологии, использованные при его создании сильно опережают современные. Исследуя бортовые записи команда приходит к выводу, что задачей корабля была перевозка некоего предмета высокой научной ценности. Норман и Бет просматривают последнюю запись в бортовом журнале, помеченную как «неизвестное событие», из которой становится понятно, что в будущем корабль попал в черную дыру, в результате чего потерпел крушение в океане, переместившись назад во времени в 18 век.
В грузовом отсеке корабля учёные обнаруживают огромную левитирующую идеальную сферу золотистого цвета из неизвестного материала. Норман отмечает, что сфера отражает все предметы в комнате, но не людей.
Гарри выдвигает гипотезу, что вся команда исследователей должна погибнуть, ведь черная дыра в бортовом журнале названа «неизвестным событием». Эта информация есть в настоящем, но неизвестна в будущем. Единственным объяснением этого парадокса может быть только гибель всей команды до передачи информации о черной дыре на поверхность. Ночью Гарри возвращается на космический корабль и входит в сферу. Норман следует за Гарри и находит его без сознания возле сферы, после чего возвращает на станцию.
На следующий день команда обнаруживает серию зашифрованных посланий на экранах компьютеров. Ученым удается взломать шифр и вступить в контакт с «Джерри», пришельцем из сферы. Оказывается Джерри может видеть и слышать всё происходящее на станции.
На поверхности начинается шторм и команде станции приходится остаться под водой еще на несколько дней. В течение этого времени происходит серия трагедий: нападение агрессивных медуз, гигантского кальмара и выход из строя оборудования, в результате которых гибнут Тед и вспомогательный персонал станции. Выжившие Бет, Гарри и Норман считают Джерри ответственным за произошедшее. Норман обнаруживает, что они неправильно истолковали сообщения Джерри. На самом деле сообщения исходили от Гарри, пока тот спал. Норман и Бет понимают, что Гарри получил способность превращать свои фантазии в реальность, когда вошел в сферу. Они заключают, что ужасы на станции не что иное как материализация страхов Гарри.
Норман и Бет, используя седативные препараты, вводят Гарри в состояние сна без сновидений, чтобы не дать ему навредить остальным. Однако, когда Нормана атакуют змеи, Бет понимает, что один Гарри не может быть ответственным за произошедшее на станции. Она обвиняет Нормана в том, что тот тоже вошел в сферу, когда спасал Гарри. Подозрения Бет оправдываются, но после кошмарного видения она признается Норману, что тоже входила в сферу.
Гарри приходит в себя и герои осознают, что члены команды космического корабля должно быть тоже вошли в сферу, после чего убили друг друга, постепенно сходя с ума от страха. Под воздействием стресса, Бет посещают суицидальные мысли, она приводит в действие взрывные устройства, которые могут уничтожить станцию и корабль. Выжившие спешат к батискафу, но их объединенные страхи создают иллюзию того, что они все еще на корабле. Норману удается запустить батискаф и увести его на достаточное расстояние от взрыва.
Батискаф достигает поверхности. Проходя декомпрессию, Бет, Гарри и Норман готовятся к допросу и обсуждают, что следует рассказать о событиях на станции. Вместе они находят другое решение для парадокса «неизвестного события» — используя свои новые способности, стирают себе память и забывают о произошедшем. Сфера поднимается из морских глубин и устремляется в космос.

## В ролях
- Дастин Хоффман — Норман Гудман (в романе — Джонсон)
- Шэрон Стоун — Элизабет (Бет) Гальперин
- Сэмюэл Л. Джексон — Гарри Адамс
- Питер Койоти — Харольд Барнс
- Лев Шрайбер — Теодор Филдинг
- Куин Латифа — Элис (Тини) Флетчер
- Хьюи Льюис — Пилот вертолёта

## Саундтрек
Музыка к фильму была написана композитором Эллиотом Голденталем. Саундтрек, выпущенный 24 февраля 1998 года, включал в себя следующие композиции:
1. Pandora’s Fanfare (1:17)
2. Main Titles (2:49)
3. Event Entry 6-21-43 (0:53)
4. The Gift (1:42)
5. Sphere Discovery (2:08)
6. Visit to a Wreckage (1:58)
7. Water Snake (2:36)
8. Terror Adagio (3:24)
9. Wave (3:18)
10. Fear Retrieval (3:48)
11. Andante (2:20)
12. Manifest Fire (3:48)
13. Manifest3 (3:47)
14. Their Beast Within (1:44)

## Отзывы
Фильм получил в основном отрицательные отзывы в прессе. На сайте-агрегаторе Rotten Tomatoes фильм имеет рейтинг 11% на основании 53 критических отзывов. На сайте Metacritic рейтинг фильма составляет 35 из 100 на основании 21 отзыва.